# Gran Premi de Singapur
El Gran Premi de Singapur és una carrera puntuable pel campionat mundial de Fórmula 1 que s'ha disputat per primera vegada el 28 de setembre del 2008 pels carrers de Singapur.
Per aquest gran premi es prepara un traçat, el Circuit de Singapur, que és totalment urbà, amb una longitud de 5.067 km i té un total de 24 revolts i al que es correrà la cursa en el sentit contrari del rellotge.
Després de diverses proves, el GP de Singapur ha estat el primer GP nocturn de la història de la F1.

## Guanyadors del Gran Premi de Singapur
| Any  | Pilot            | Equip              | Resultats |
| ---- | ---------------- | ------------------ | --------- |
| 2016 | Nico Rosberg     | Mercedes           | Resultats |
| 2015 | Daniel Ricciardo | Red Bull - Renault | Resultats |
| 2014 | Lewis Hamilton   | Mercedes           | Resultats |
| 2013 | Sebastian Vettel | Red Bull - Renault | Resultats |
| 2012 | Sebastian Vettel | Red Bull - Renault | Resultats |
| 2011 | Sebastian Vettel | Red Bull - Renault | Resultats |
| 2010 | Fernando Alonso  | Ferrari            | Resultats |
| 2009 | Lewis Hamilton   | McLaren            | Resultats |
| 2008 | Fernando Alonso  | Renault            | Resultats |